# Московка (Добринський район)
Московка (рос. Московка) — присілок у Добринському районі Липецької області Російської Федерації.
Населення становить 83 особи. Належить до муніципального утворення Талицька сільрада.

## Історія
З 13 червня 1934 до 1954 року у складі Воронезької області. Відтак входить до складу Липецької області.
Згідно із законом від 23 вересня 2004 року № 126-ОЗ органом місцевого самоврядування є Талицька сільрада.

## Населення
| 2010 |
| ---- |
| 83   |